# Top Secret!
Top Secret! (no Brasil: Top Secret! Superconfidencial, em Portugal: Ultra Secreto) é uma comédia de 1984, dirigida por David Zucker, Jim Abrahams e Jerry Zucker. É o primeiro filme estrelado pelo ator Val Kilmer. O filme é uma paródia dos filmes sobre a Segunda Guerra Mundial e sobre Elvis Presley. A trilha sonora foi composta por Maurice Jarre. A campanha de divulgação do filme tinha o slogan "Filme? Que filme?".